# Głąb
Głąb (en allemand Neumühl) est une localité polonaise de la gmina rurale et du powiat de Kołobrzeg en voïvodie de Poméranie-Occidentale. Elle se situe à environ 105 km au nord-est de la capitale régionale Szczecin.

## Géographie

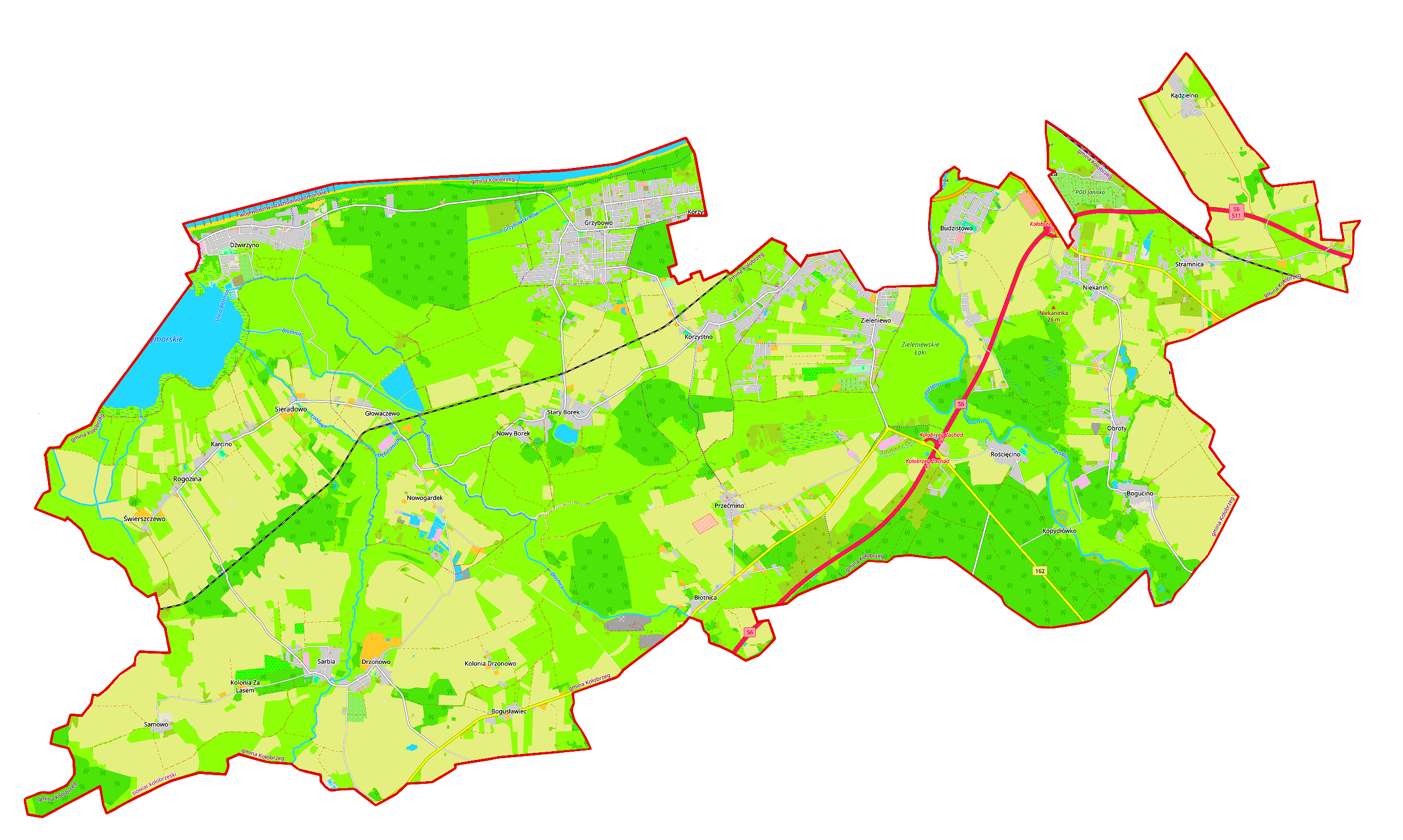
Carte de la gmina de Kołobrzeg.